# Khouma Babacar
Khouma El Hadji Babacar (ur. 17 marca 1993 w Thiès) – senegalski piłkarz występujący na pozycji napastnika w tureckim klubie Boluspor. Trzykrotny reprezentant Senegalu.

## Życiorys

### Kariera klubowa
W latach 2009–2018 był zawodnikiem ACF Fiorentina, skąd był wypożyczany do hiszpańskiego Racing Santander (2012) oraz włoskich zespołów Padova (2012–2013), Modena (2013–2014) i US Sassuolo (2018). 
1 lipca 2018 podpisał kontrakt z US Sassuolo, z którego był wypożyczany do US Lecce (2019–2020) oraz Alanyasporu (2020–2022). W styczniu 2022 został zawodnikiem FC København. 9 sierpnia 2024 przeszedł do tureckiego Bolusporu.

### Kariera reprezentacyjna
Był reprezentantem Senegalu w kategoriach wiekowych: U-17 i U-20.
W seniorskiej reprezentacji Senegalu zadebiutował 27 marca 2017 w zremisowanym 1:1 meczu towarzyskim przeciwko reprezentacji Wybrzeża Kości Słoniowej. Łącznie w kadrze narodowej wystąpił trzy razy.